# Dan Nuțu

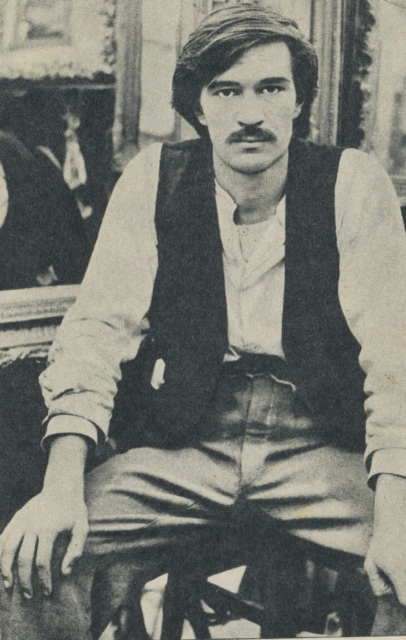
Dan Nuțu

Dan Nuțu (* 17. März 1944 in Bukarest) ist ein rumänischer Schauspieler und Dokumentarfilmer.

## Leben
Dan Nuțu schloss 1966 sein Schauspielstudium an der Nationaluniversität der Theater- und Filmkunst „Ion Luca Caragiale“ ab. Bereits während des Studiums spielte er in Filmen wie Vorstadtviertel und Die Morgenstunde eines braven Jungen mit. Anschließend war erhielt er ein Theaterengagement am Teatrul Bulandra und drehte mit Zugvögel, Die Belagerung und Weil sie sich liebten weitere Spielfilme. Er wagte es 1972 sogar in die USA auszuwandern, um sich dort als Schauspieler zu probieren. Doch während er als Taxifahrer arbeitete, erhielt er nicht mehr als Statistenrollen, sodass er später wieder nach Rumänien zurückkehrte.
Seit 2005 ließ sich Nuțu als Dokumentarfilmer ausbilden und drehte bisher mehrere Filme für den deutsch-französischen Fernsehsender Arte oder den rumänischen Fernsehsender TVR 1.

## Filmografie (Auswahl)
- 1964: Vorstadtviertel (Cartierul veseliei)
- 1966: Sonntag um 6 (Duminică la ora 6)
- 1967: Die Morgenstunde eines braven Jungen (Diminețile unui băiat cuminte)
- 1969: Zugvögel (Apoi s-a născut legenda)
- 1970: Die Belagerung (Asediul)
- 1972: Weil sie sich liebten (Pentru că se iubesc)
- 1974: Vor den Toren der Stadt (Porțile albastre ale orașului)
- 1975: Sonntag auf brennender Erde (Mastodontul)
- 1976: Eine Sommergeschichte (Tănase Scatiu)
- 1980: Schüsse im Mondschein (Împușcături sub clar de lună)
- 1981: Fürchte dich nicht, Jakob!